# Cascade de Glandieu
Die Cascade de Glandieu ist ein Wasserfall im Unterlauf des Gland, eines rechten Zulaufs des Flusses Rhône. Der erste, von unten nicht sichtbare Fall stürzt aus 60 Metern Höhe und der zweite aus 30 Metern durch eine Basaltformation in die Tiefe. Die Glandieu-Fälle liegen auf dem Gebiet der Gemeinden Brégnier-Cordon und Saint-Benoît im Département Ain der französischen Region Auvergne-Rhône-Alpes.

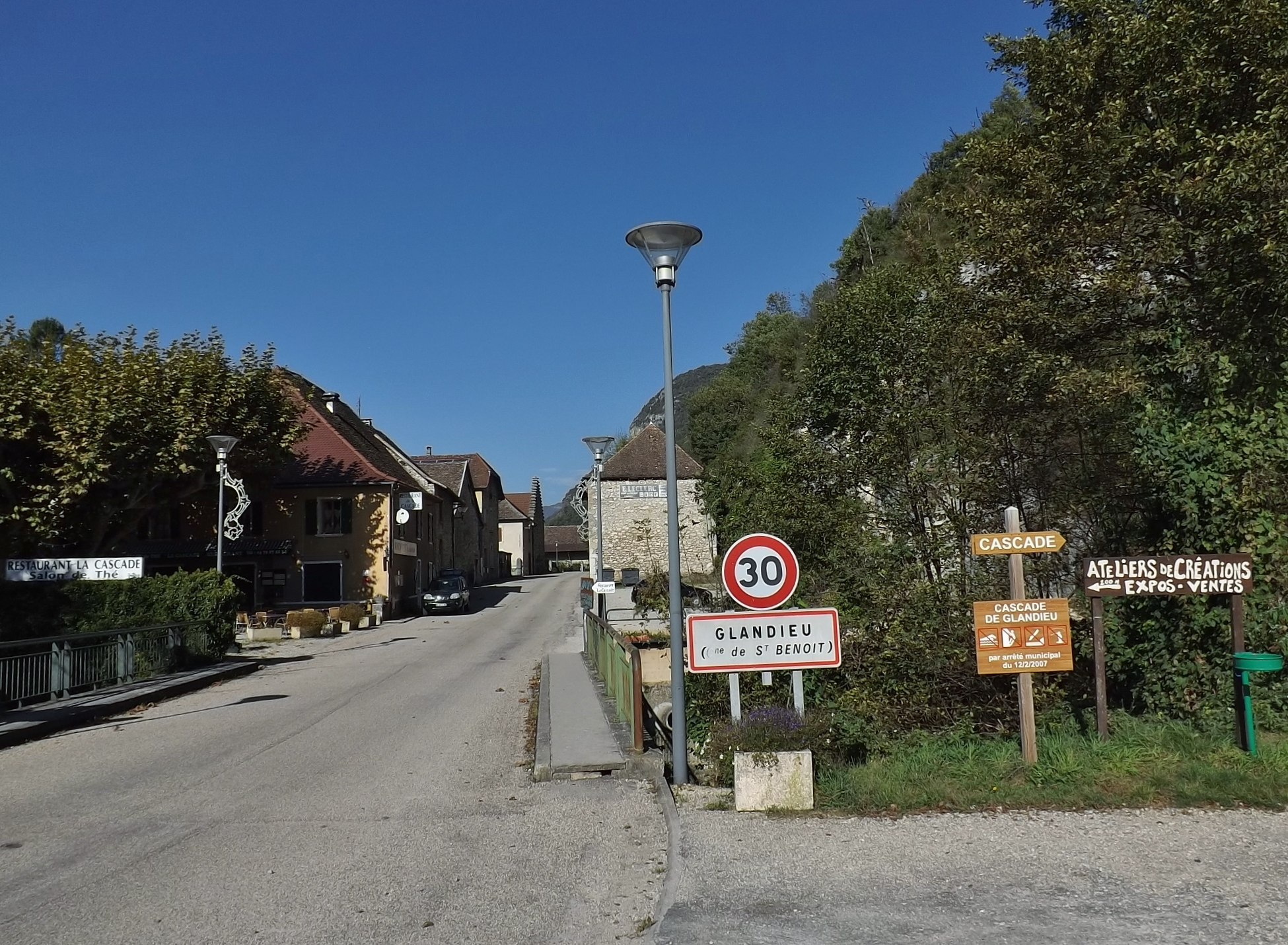
Die Grenze zwischen Brégnier-Cordon und Saint-Benoît
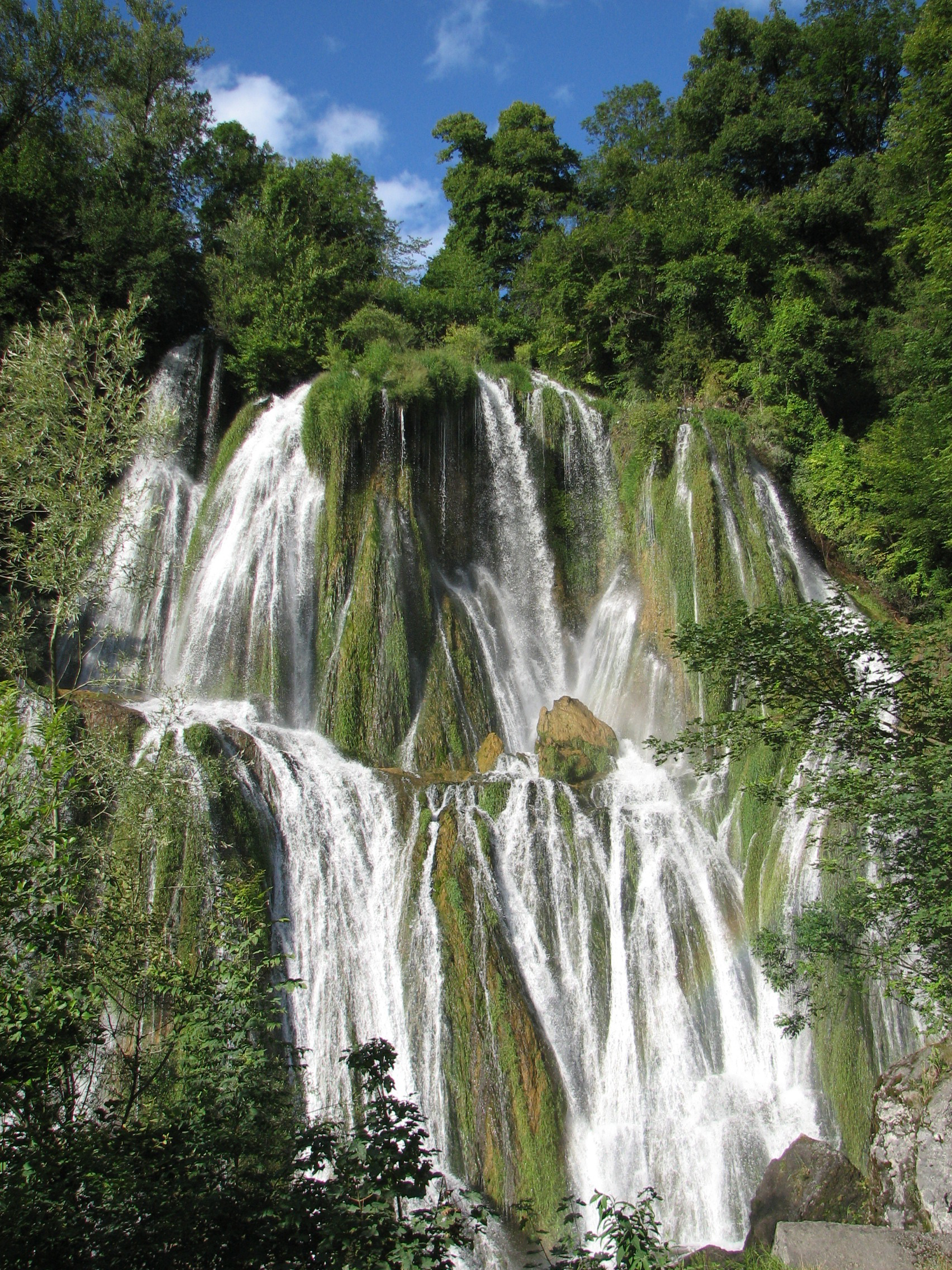
Andere Ansicht des Falls